# Lachnaia pseudobarathraea
Lachnaia pseudobarathraea (лат.) — вид листоедов (Chrysomelidae) из подсемейства Клитрины. Распространён в юго-восточной Испании между городами Малага и Аликанте.

## Описание
Длина тела жуков 6,5-9,5 мм. От близких видов Lachnaia tristigma и Lachnaia gallaeca отличается деталями строения гениталий самцов. Грибовидный выступ крышечки срединной доли эдеагуса шире боковых его отростков. Семявыводящий проток очень длинный.